# North Beach (Florida)
North Beach és una concentració de població designada pel cens dels Estats Units a l'estat de Florida. Segons el cens del 2000 tenia 243 habitants.

## Demografia
Segons el cens del 2000, North Beach tenia 243 habitants, 93 habitatges, i 86 famílies. La densitat de població era de 30,4 habitants/km².
Dels 93 habitatges en un 32,3% hi vivien nens de menys de 18 anys, en un 84,9% hi vivien parelles casades, en un 7,5% dones solteres, i en un 6,5% no eren unitats familiars. En el 6,5% dels habitatges hi vivien persones soles el 2,2% de les quals corresponia a persones de 65 anys o més que vivien soles. El nombre mitjà de persones vivint en cada habitatge era de 2,61 i el nombre mitjà de persones que vivien en cada família era de 2,66.
Per edats la població es repartia de la següent manera: un 23% tenia menys de 18 anys, un 1,2% entre 18 i 24, un 16,9% entre 25 i 44, un 38,7% de 45 a 60 i un 20,2% 65 anys o més.
L'edat mediana era de 50 anys. Per cada 100 dones de 18 o més anys hi havia 94,8 homes.
La renda mediana per habitatge era de 70.417 $ i la renda mediana per família de 70.417 $. Els homes tenien una renda mediana de 43.750 $ mentre que les dones 0 $. La renda per capita de la població era de 79.269 $. Cap de les famílies estaven per davall del llindar de pobresa.

## Poblacions més properes
El següent diagrama mostra les poblacions més properes.